# Astérisque
 Astérisque — математический журнал, основанный в 1973 году. 
Издаётся математическим обществом Франции, непериодически. Журнал печатает математические монографии, отчёты конференций и отчеты семинара Бурбаки. В 2016 году MCQ журналала составил 0.96 при среднем 0.22.

## Внешние ссылки
- Сайт журнала